# Дурштин
Дурштин (пол. Dursztyn, нім. Dürrenstein) — село в Польщі, у гміні Новий Торг Новотарзького повіту Малопольського воєводства.
Населення — 538 осіб (2011).
У 1975-1998 роках село належало до Новосондецького воєводства.

## Демографія
Демографічна структура станом на 31 березня 2011 року:
|          | Загалом | Допрацездатний вік | Працездатний вік | Постпрацездатний вік |
| -------- | ------- | ------------------ | ---------------- | -------------------- |
| Чоловіки | 263     | 62                 | 176              | 25                   |
| Жінки    | 275     | 64                 | 171              | 40                   |
| Разом    | 538     | 126                | 347              | 65                   |